# Nelima fuscifrons
Nelima fuscifrons is een hooiwagen uit de familie Sclerosomatidae.